# Golfo de Hammamet
O golfo de Hammamet (em árabe: خليج الحمامات) é uma golfo do mar Mediterrâneo situado no nordeste da Tunísia, a sul do cabo Bon. É delimitado a norte pelo cabo Ras Maamoura, perto da cidade de Béni Khiar e a sul pela cidade de Monastir. O golfo deve o seu nome à cidade de Hammamet, situada a norte.
As principais localidades na costa do golfo de Hammamet são, além da homónima, Nabeul, Hergla, Chott Meriem, Sousse e Monastir, todas com intensa atividade turística, com destaque para a primeira e as duas últimas.